# Krystyn Olszewski
Krystyn Olszewski (ur. 18 maja 1921 w Wyganowie, gmina Wysokie Litewskie, zm. 30 kwietnia 2004 w Warszawie) – polski architekt i urbanista, a także poeta i prozaik. Syn Stefana, oficera Wojska Polskiego, i Marii z domu Miedzińskiej. Absolwent Liceum im. Stefana Batorego w Warszawie (1939) i Wydziału Architektury Politechniki Warszawskiej (1952). Członek Towarzystwa Urbanistów Polskich, w tym członek zarządu jako sekretarz (1953–1955) i skarbnik (1955–1956, 1963–1965). Członek Stowarzyszenia Architektów Polskich O. Warszawa.

## Życiorys

### Młodość
Absolwent I Państwowego Gimnazjum i Liceum im. Stefana Batorego w Warszawie (matura 1939). Przyjaciel szkolny Krzysztofa Kamila Baczyńskiego i Jana Bytnara „Rudego”. W czasie niemieckiej okupacji, podobnie jak oni, członek Szarych Szeregów. Aresztowany w maju 1942 za posiadanie broni, został skazany na śmierć, którą następnie zamieniono na uwięzienie w KL Auschwitz, gdzie otrzymał numer 75817. Pod koniec wojny przebywał również w KL Gross-Rossen, KL Buchenwald i KL Dachau, w którego podobozie KL München-Allach 30 kwietnia 1945 r. został uwolniony przez wojska amerykańskie (7 Armia). Obozowe przeżycia opisał w książce „Byliśmy w Oświęcimiu”, której współautorami byli Tadeusz Borowski i Janusz Nel Siedlecki. Po wyzwoleniu zamieszkał na krótko w Monachium, gdzie studiował na Uniwersytecie UNRRA i pracował w Polskim Czerwonym Krzyżu. W 1946 powrócił do Warszawy, gdzie kontynuował studia architektoniczne rozpoczęte w czasie okupacji na tajnych kompletach.

### Wczesna działalność zawodowa
Po zakończeniu studiów znalazł zatrudnienie na Wydziale Architektury Politechniki Warszawskiej w Katedrze Urbanistyki na stanowisku wykładowcy. Współpracował w projektach rozwoju kilkunastu miast polskich, portów morskich w Gdańsku i Gdyni. Był również współtwórcą koncepcji urbanistycznej Chorzowskiego Parku Kultury i Wypoczynku. W latach 60. pracownik Biura Urbanistycznego Warszawy, m.in. jako główny projektant planu urbanistycznego stolicy oraz członek zespołu opracowującego tzw. „optymalizację warszawską” – nowatorską metodę racjonalizacji zagospodarowani przestrzennego nowych dzielnic miasta. W 1960 roku otrzymał wyróżnienie w konkursie na opracowanie planu szczegółowego dzielnicy wschodniej w Olsztynie. Pracował również nad planami odbudowy Skopja, zniszczonego przez trzęsienie ziemi w 1963 oraz odpowiadał za planowanie rozwoju przestrzennego Bagdadu, w trakcie dwuletniego kontraktu w Iraku.

### Singapur
W roku 1968 został generalnym projektantem koncepcyjnego planu rozwoju przestrzennego Singapuru (1968–1971). Następnie otrzymał funkcję eksperta ONZ do spraw przebudowy centrum tego miasta-państwa (1971–1973).
Jego pomysłem był projekt pierścienia nowych dzielnic wokół centralnych terenów zielonych, które służyły do pozyskiwania i magazynowania wody deszczowej. Nowe dzielnice miały być obsługiwane przez autostrady miejskie i system metra, zwanego Mass Rapid Transit (MRT). Każde dzielnica miała składać się z szeregu osiedli mieszkaniowych, parków i szkół, centrów usługowo-handlowych oraz własną strefą lekkiego przemysłu. Projekt zrywał z praktyką większości azjatyckich mega-miast, w których chaotyczna zabudowa rozlewa się w sposób niekontrolowany.
W późniejszych latach Olszewski zajął się projektowaniem mniejszych założeń urbanistycznych Singapuru. Do jego dorobku zaliczają się: projekt Marina City – miasta-parku nad zatoką Marina w centrum Singapuru (1980–1983); koncepcja lokalizacji na terenach wydartych morzu portu lotniczego Changi, jednego z największych obecnie na świecie; projekt Singapurskiego Centrum Nauki (Science Park); badanie wpływu przemysłu na środowisko naturalne Singapuru. W 1984 roku objął stanowisko starszego architekta w Mass Rapid Transit Corporation i był odpowiedzialny za koordynację budowy siedmiu nadziemnych stacji metra. Otwarto je w 1987.
Krystyn Olszewski poświęcił łącznie 15 lat swojego życia dla Singapuru, przyczyniając się do jego modernizacji i nadania mu obecnego kształtu urbanistycznego.

### Po powrocie do Polski
W latach 70., po pierwszym powrocie z Singapuru, pełnił m.in. funkcję generalnego projektanta Lubelskiego Zagłębia Węglowego. Po ostatecznym powrocie do Polski sprawował przez pewien czas (1993) funkcję głównego projektanta „Studium możliwości rozwoju Obszaru Metropolitalnego Warszawy”, przygotowując „Wstępny program prac”, przyjęty przez Radę Warszawy uchwałą nr 418 z roku 1993. Brał również udział w pracach projektowych różnych rozwiązań urbanistycznych na obszarze aglomeracji warszawskiej. Najczęściej jako konsultant.
Zmarł 30 kwietnia 2004 roku, w rocznicę wyjścia z obozu koncentracyjnego.

## Wynalazca
Krystyn Olszewski był także pomysłowym wynalazcą. Skonstruował m.in. system bloczków metalowych do tworzenia trójwymiarowych kompozycji artystycznych, za który zdobył złoty medal na Targach Wynalazców w Bazylei. Magnetyczną zabawkę dla architektów „Artivity” można było składać i budować z niej różne konstrukcje. Olszewskiemu udało się sprzedać tylko kilka prototypów. Stworzył również specjalną kostkę do gry, uważaną za odmianę kostki Rubika, która zyskała popularność w krajach azjatyckich.

## Życie prywatne
Po poważnym wypadku samochodowym w Malezji stał się człowiekiem bardzo religijnym. W ciągu ostatnich 16 lat życia był związany ze Stowarzyszeniem Chrześcijańskiej Nauki w Singapurze, a później w Polsce. Został lektorem w Kościele Chrystusa Naukowca w Warszawie. Nie wierzył w instytucję Kościoła, tylko w kontakt z Bogiem.
Żona Małgorzata z domu Kwiatkowska (ur. 1927). Synowie: Jerzy Krystyn (ur. 1956) i Piotr.

## Publikacje
- Poszukiwania, poezje wybrane, Oficyna Warszawska na Obczyźnie, Monachium 1945 (współautor: T. Borowski).
- Byliśmy w Oświęcimiu, Oficyna Warszawska na Obczyźnie, Monachium 1946 (współautorzy: T. Borowski, J. N. Siedlecki).
- Problemy wielkich aglomeracji miejskich w Polsce, Ośrodek Informacji Technicznej i Ekonomicznej w Budownictwie, Warszawa 1964 (współautor: A. Jędraszko).
- Społeczne budownictwo mieszkaniowe w Singapurze – Sprawy Mieszkaniowe 1997, 1 – s. 108–119.